# Cappella della Madonna del Buonconsiglio

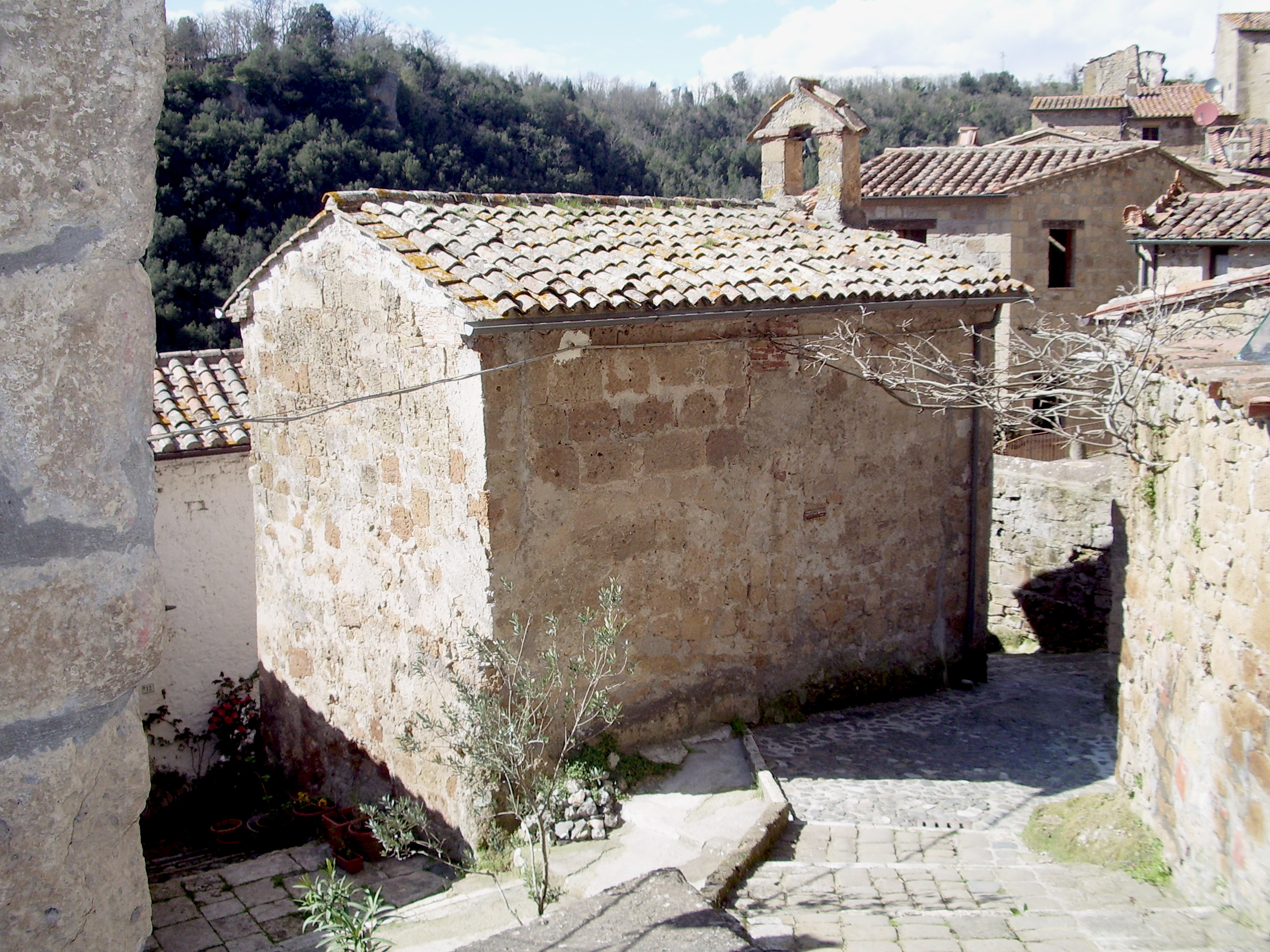
Veduta laterale della cappella della Madonna del Buonconsiglio

La cappella della Madonna del Buonconsiglio è un edificio religioso situato nel centro storico di Sorano. La sua ubicazione è lungo la via del Cimitorio, nei pressi delle mura di Sorano, non lontano dalla porta dei Merli.

## Storia
Nonostante le origini incerte per l'assenza di precise documentazioni, è ipotizzabile che la chiesa abbia probabili origini medievali, vista la posizione in cui sorge.
Nel corso dei secoli successivi divenne quasi sicuramente di secondaria importanza rispetto alla più grande collegiata di San Niccolò, in cui venivano celebrate le principali funzioni religiose. Di conseguenza, l'edificio religioso iniziò a diventare sempre meno frequentato dagli abitanti del centro: i lavori di ristrutturazione avvenuti in epoca ottocentesca hanno conferito all'edificio religioso l'attuale aspetto, determinando un rimaneggiamento e la trasformazione del luogo di culto in oratorio.

## Descrizione
La cappella della Madonna del Buonconsiglio si presenta ad aula unica, con tetto a capanna, e a pianta rettangolare. L'attuale aspetto è di epoca post-cinquecentesca. Il portale d'ingresso principale di forma rettangolare, preceduto da una serie di gradini, si apre al centro della facciata principale anteriore, affiancato da due finestre quadrangolari (una per lato).
La parete esterna della facciata principale si presenta interamente rivestita in intonaco, a causa delle ristrutturazioni avvenute in epoca moderna, che hanno parzialmente alterato l'originario aspetto; il paramento murario in conci di tufo, che fin dall'inizio contraddistingueva la struttura architettonica, è tuttavia ravvisabile nelle pareti esterne del rimanente corpo di fabbrica.
Da segnalare, il caratteristico campanile a vela che si eleva in posizione centrale nella parte posteriore dell'edificio religioso, presentandosi anch'esso rivestito in tufa con un'unica cella campanaria che si apre al centro.
Internamente, la chiesa è a navata unica, con pareti intonacate ed alcune raffigurazioni sacre che ornano l'edificio assieme all'altare principale posto in posizione centrale di fronte alla porta d'ingresso.